# Wiktor Stachowiak
Wiktor Stachowiak (ur. 19 grudnia 1889 w Marten, Dortmund, zm. 5 kwietnia 1964 w Trzciance) – polski wojskowy, kurier, przedsiębiorca, wydawca, urzędnik, krajoznawca i regionalista, organizator i pierwszy kustosz Muzeum Ziemi Nadnoteckiej w Trzciance jego imienia.

## Życiorys
Rolnicza rodzina pochodziła z Wielkopolski. Z powodu biedy wyemigrowała do Westfalii. Ojciec zatrudnił się w górnictwie. Matka (Apollonia Szydłowska) zajmowała się domem. W 1894 rodzina wróciła do kraju i osiedliła się w Poznaniu. Ojciec rozwinął handel opałem. Wiktor ukończył w Poznaniu szkołę dziewięcioklasową, a potem zdał maturę w Berlinie. Studiował na uniwersytecie tamże oraz w Lozannie, ale żadnej z uczelni nie ukończył. W 1912 był zameldowany w Zurychu. Zdobył zawód konserwatora tkanin. Pracował też jako malarz pokojowy. Udzielał się politycznie w nieokreślonej partii.
8 sierpnia 1914 wstąpił do Związku Strzeleckiego, a następnie do Legionów Polskich. Działał w Oddziale Kwaterunkowym Departamentu Wojskowego w Krakowie, gdzie kontrolował kwatery legionistów. Potem został członkiem II Oddziału Legionu z Poznania, a w końcu kurierem (znakomicie znał język niemiecki). Naczelny Komitet Narodowy powierzał mu misje kurierskie pomiędzy Zurychem, Lozanną, Wiedniem i Rapperswilem, a Krakowem, Poznaniem i Wrocławiem. Odwiedzał też inne miejsca. W 1915 został oddelegowany do pracy w Muzeum Polskim w Rapperswilu, gdzie zapewne rozwinął swoje umiejętności konserwacji starych tkanin. Poznał wówczas m.in. Henryka Sienkiewicza i Włodzimierza Lenina. Kontaktował się bezpośrednio z Józefem Piłsudskim i Marianem Kukielem.
Po kryzysie przysięgowym został pozbawiony większości zadań. Od połowy 1916 mieszkał ponownie w Zurychu i pracował w sklepie ze starzyzną. Na przełomie lat 1918 i 1919 uruchomił w tym mieście fabrykę cygar oraz papierosów "Hedy". Korzystał z tytoniu egipskiego i tureckiego. Nie odniósł wielkiego sukcesu biznesowego i w grudniu 1919 wrócił do Polski. Zamieszkał w Łodzi, gdzie otworzył fabrykę papierosów, wykorzystując surowce przywiezione ze Szwajcarii. Również tym razem odniósł porażkę handlową.
Wkrótce przeniósł się do Poznania i zamieszkał u matki (zm. 1923) przy ul. Nowej 5 (obecnie Paderewskiego), a następnie wynajął pokój przy Alejach Marcinkowskiego 28. Od 1923 do wybuchu II wojny światowej mieszkał przy ul. Ratajczaka 26/27 (przez około rok z żoną). Zajmował się działalnością wydawniczą, a także konserwował tkaniny w wielkopolskich pałacach i dworach.
Działał w Związku Legionistów, a w 1932 otrzymał Krzyż Legionowy oraz Krzyż Zasługi. 21 czerwca 1938 Komitet Krzyża i Medalu Niepodległości odrzucił wniosek o nadanie mu tego odznaczenia. Występował w obronie środowisk żydowskich. 
W listopadzie 1924 założył dziennik „Głos Poznański” o charakterze socjalistycznym (redaktorem naczelnym uczynił Wiesława Wohnouta).
Okupant niemiecki, po ataku na Polskę w 1939, wysiedlił go do Krakowa, gdzie zamieszkał przy ul. Koletek 9/6. W latach 1941–1942 pracował na stanowisku urzędniczym w Rolniczym Ośrodku na dystrykt krakowski. Studiował też dostępną literaturę dotyczącą Ziem Postulowanych.
W marcu 1945 udał się do Poznania (Niemców wyparto stąd w lutym 1945) i od razu do Trzcianki, gdzie 5 maja 1945 zatrudnił się w Państwowym Urzędzie Repatriacyjnym. Do końca 1948 zajmował się intendenturą. Potem pracował jako pomocnik w sklepie Mazurkiewicza. W 1950 wrócił do pracy państwowej w obszarze meldunków, najpierw w Powiatowej Radzie Narodowej, a następnie w Powiatowej Komendzie Milicji Obywatelskiej. Od 1959 był pierwszym kustoszem odrodzonego dzięki jego pracy Muzeum w Trzciance (już od przyjazdu do tego miasta zbierał informacje etnograficzne, zwłaszcza o polskiej ludności autochtonicznej). 22 lipca 1958 otrzymał za opracowanie materiałów i źródeł dotyczących polskości Ziemi Trzcianeckiej Złoty Krzyż Zasługi. Działał w Towarzystwie Rozwoju Ziem Zachodnich, był członkiem Towarzystwa Archeologicznego w Poznaniu.
Zmarł po długiej chorobie płuc i został pochowany na cmentarzu w Trzciance. W 1995 odznaczono go pośmiertnie Medalem 50-lecia Powrotu Ziemi Trzcianeckiej do Macierzy.

## Praca naukowa i muzealna
Po przyjeździe do Trzcianki mocno zaangażował się w badania terenowe i zbieranie dziedzictwa materialnego Ziemi Trzcianeckiej przy znikomej ilości materiałów źródłowych. Zabezpieczył pozostałości eksponatów przedwojennego muzeum miejskiego i część z nich przekazał do Muzeum Archeologicznego w Poznaniu (potem powróciły one w pewnej liczbie do Trzcianki). Zebrał stare dokumenty, m.in. lokacyjne, cechowe, czy rodzinne (w tym Sapiehów), a także numizmaty i judaika. Skupił się zwłaszcza na polonikach. W 1957, jako główny orędownik odrodzenia muzeum w Trzciance zadeklarował swoje zbiory, jako jego zrąb. Placówka powstała w 1959 i został jej pierwszym kustoszem. Na podstawie jego zbiorów powstało kilka prac naukowych. Po jego śmierci (w 1964) muzeum otrzymało imię Wiktora Stachowiaka. Na jego nagrobku widnieje napis: "Wiktor Stachowiak – twórca muzeum w Trzciance".
Jedną z głównych gałęzi jego prac było tłumaczenie dokumentów z łaciny i języka niemieckiego. Wraz z Leonem Sieradzkim przetłumaczył m.in. potwierdzony przez Zygmunta Augusta w 1548 "Akt darowizny Bolesława Wstydliwego dla Sędziwoja Czarnkowskiego z roku 1245 w sprawie krainy leżącej między Gwdą a Drawą zwanej również Czarnkowszczyzną". W 1957 sporządził na podstawie zapisów Metryki Koronnej schemat poglądowy sieci dróg okolic Trzcianki i Białej z XIII wieku wraz z datami powstania poszczególnych miejscowości i lokalizacjami stanowisk archeologicznych. Dokonał również transkrypcji z języka niemieckiego przywileju Stanisława Poniatowskiego dla cechu sukienników trzcianeckich z 15 listopada 1753. Robił liczne fotokopie i odpisy, pisał prace przyczynkarskie. Badał judaika, m.in. napisał obszerną pracę "Gmina żydowska w Trzciance", czy wykonał imienno-liczbowy spis gminy żydowskiej. Prowadził też badania dotyczące parafii katolickich i ewangelickich z terenu Ziemi Trzcianeckiej. Napisał szkice o regionalnym wikliniarstwie, stolarstwie, browarnictwie i szpitalnictwie. Opracowywał biogramy ludzi zasłużonych dla Trzcianki. Sporządził spis ulic miasta w kontekście historycznym (polsko- i niemieckojęzycznych). Syntezą jego działalności była nieopublikowana praca "Trzcianka – krótki zarys historyczny terenów przyległych".

## Prace

### Tłumaczenia
- Akt darowizny Bolesława Wstydliwego dla Sędziwoja Czarnkowskiego z roku 1245 w sprawie krainy leżącej między Gwdą a Drawą zwanej również Czarnkowszczyzną,
- Przywilej Stanisława Poniatowskiego udzielony Cechowi Tkackiemu w Trzciance dnia 15 XI 1753 roku,
- Przywilej Adama Naramowskiego z 27 XII 1701 r. nadanego Cechowi Sukienników w mieście Trzcianka,
- Przywilej Antoniego Lasockiego nadanego w roku 1764 burmistrzowi Krzysztofowi Mittelsztedt i jego żonie Mariannie na budowanie nowej farbiarni w Trzciance,
- dokument rejestrowy wydatków mieszkańców Trzcianki na rzecz wojska pruskiego w latach 1769 i 1770,
- dokument opisujący Trzciankę z 1773,
- dokument na temat podatku podymnego z 26 lipca 1629[1].

### Opracowania
- Ulice miasta Trzcianki,
- Sąd w Trzciance,
- Wikliniarstwo w Trzciance,
- Notki o browarze w Trzciance,
- Trzcianka – krótki zarys historyczny terenów przyległych,
- Ratusz w Trzciance,
- Najstarszy budynek w Trzciance,
- Szpitalnictwo w Powiecie trzcianeckim,
- Stolarze i rzeźbiarze polscy tworzą nowy przemysł w Trzciance,
- Herb "Ciołek" Poniatowskich,
- Burmistrz miasta Trzcianki – Fryderyk Ludwik Matzki 1812-96,
- Carl Schulz – kilka uwag dotyczących jego osoby,
- Gmina katolicka w Trzciance,
- Gmina ewangelicka w Trzciance,
- Kościół ewangelicki w Runowie,
- Gmina żydowska w Trzciance,
- Gmina katolicka w Trzciance nr 2,
- Wykaz Żydów w Trzciance,
- Szkoła żydowska z 1827 r.,
- Cmentarz w Trzciance - żydowski,
- Szkic o Kicach znajdujących się przy Wieleniu, Trzciance, Złotowie, Krośnie Odrzańskim i innych miejscowości,
- Krótki zarys historii wsi i zamku w Białej,
- Kościół ewangelicki w Białej,
- Informacje o miejscowości Człopa,
- Szkic historii miasta Krzyża,
- Krótkie informacje o miejscowościach: Wieleń, Drezdenko, Dobiegniew, Strzelce Krajeńskie, Santok, Gorzów[1].

## Rodzina
Miał czwórkę rodzeństwa (był najstarszy): siostrę Hamiklarę (ur. 1892), brata Juliana (ur. 1893), siostrę Władysławę (ur. 1894) oraz brata Lucjana (ur. 1898). Pierwsza dwójka urodziła się na terenie Westfalii, a pozostali w Poznaniu.
W 1922 ożenił się z Zofią Olkiewicz. Rok później urodził mu się syn, też Wiktor, ale jeszcze tego samego roku żona go opuściła, wyjeżdżając wraz z synem do rodziny w Ostrzeszowie, a następnie do Obornik. W 1933 doszło do rozwodu.